# 호암중학교
호암중학교(虎岩中學校)는 대한민국 경상남도 함안군 칠원읍 오곡리에 있는 공립 중학교이다.

## 학교 연혁
- 2010년 3월 1일 : 개교(6학급)
- 2012년 2월 15일 : 제1회 졸업장 수여식(졸업생 41명)
- 2020년 3월 1일 : 자율학교 및 행복맞이학교 지정
- 2022년 2월 11일 : 제11회 졸업장 수여식(졸업생 195명, 총 졸업생 1,524명)
- 2022년 3월 2일 : 2022학년도 신입생 입학(신입생 219명)
- 2023년 3월 1일 : 제7대 강형천 교장 취임

## 참고 자료
- 호암중학교 - 한국교육학술정보원 학교알리미